# Astaenomoechus andersoni
Astaenomoechus andersoni är en skalbaggsart som beskrevs av Henry Fuller Howden och Gill 2000. Astaenomoechus andersoni ingår i släktet Astaenomoechus och familjen Hybosoridae. Inga underarter finns listade.